# The Mammoth Book of Best New Horror: Volume 23
The Mammoth Book of Best New Horror: Volume 23 är den tjugotredje volymen i antologiserien med samma namn. Den publicerades 2012 på det brittiska bokförlaget Robinson och i USA på Running Press.

## Innehåll
- "Introduction: Horror in 2011" av Stephen Jones
- "Holding the Light" av Ramsey Campbell
- "Lantern Jack" av Christopher Fowler
- "Rag and Bone" av Paul Kane
- "Some Kind of Light Shines from Your Face" av Gemma Files
- "Midnight Flight" av Joel Lane
- "Trick of the Light" av Tim Lebbon
- "But None Shall Sing for Me" av Gregory Nicoll
- "About the Dark" av Alison Littlewood
- "The Photographer's Tale" av Daniel Mills
- "The Tower" av Mark Samuels
- "Dancing Like We're Dumb" av Peter Atkins
- "An Indelible Stain Upon the Sky" av Simon Strantzas
- "Hair" av Joan Aiken
- "Miri" av Steve Rasnic Tem
- "Corbeaux Bay" av Geeta Roopnarine
- "Sad, Dark Thing" av Michael Marshall Smith
- "Smithers and the Ghosts of the Thar" av Robert Silverberg
- "Quieta Non Movere" av Reggie Oliver
- "The Crawling Sky" av Joe R. Lansdale
- "Wait" av Conrad Williams
- "The Ocean Grand, North West Coast" av Simon Kurt Unsworth
- "They That Have Wings" av Evangeline walton
- "White Roses, Bloody Silk" av Thana Niveau
- "The Music of Bengt Karlsson, Murderer" av John Ajvide Lindqvist
- "Passing Through Peacehaven" av Ramsey Campbell
- "Holiday Home" av David Buchan
- "Necrology: 2011" av Stephen Jones